# 弗羅姆足球會
弗羅姆足球會（Frome Town Football Club）是一支位於英格蘭弗羅姆的職業足球會，目前於英格蘭南部足球聯賽甲組南角逐。

## 外部連結
- 官方网站